# Марія Паола Дзавальї
Марія Паола Дзавальї (італ. Maria Paola Zavagli; нар. 4 червня 1977) — колишня італійська тенісистка.
Найвищу одиночну позицію світового рейтингу — 161 місце досягла 21 грудня 1998, парну — 125 місце — 12 червня 2000 року.
Здобула 4 одиночні та 5 парних титулів туру ITF.
Найвищим досягненням на турнірах Великого шолома було 2 коло в парному розряді.

## Фінали ITF
| турніри $100,000 |
| турніри $75,000  |
| турніри $50,000  |
| турніри $25,000  |
| турніри $10,000  |

### Одиночний розряд: 6 (4–2)
| Результат | Ранг | Дата     | Турнір                 | Покриття | Суперниця           | Рахунок          |
| --------- | ---- | -------- | ---------------------- | -------- | ------------------- | ---------------- |
| Перемога  | 1.   | Січ 1995 | ITF Стамбул, Туреччина | Тверде   | Їндра Габрішова     | 7–5, 6–1         |
| Перемога  | 2.   | Лют 1997 | ITF Майорка, Іспанія   | Ґрунт    | Паула Гарсія        | 6–2, 6–2         |
| Поразка   | 3.   | Чер 1997 | ITF Сецце, Італія      | Ґрунт    | Андрея Ехрітт-Ванк  | 4–6, 6–0, 2–6    |
| Перемога  | 4.   | Сер 1997 | ITF Катанія, Італія    | Ґрунт    | Лаура Делль'Анджело | 5–7, 7–6(1), 6–3 |
| Перемога  | 5.   | Гру 1997 | ITF Ешпіню, Португалія | Ґрунт    | Джулія Казоні       | 7–5, 7–6(8)      |
| Поразка   | 6.   | Тра 1998 | ITF Мідлотіан, США     | Ґрунт    | Хрістіна Пападакі   | 5–7, 4–6         |

### Парний розряд: 13 (5–8)
| Результат | Ранг | Дата     | Турнір                     | Покриття   | Партнерка                | Суперниці                              | Рахунок                 |
| --------- | ---- | -------- | -------------------------- | ---------- | ------------------------ | -------------------------------------- | ----------------------- |
| Перемога  | 1.   | Сер 1994 | Коксейде, Бельгія          | Ґрунт      | Франческа Любіані        | Джулія Казоні Сара Вентура             | 7–6(7–0), 7–5           |
| Перемога  | 2.   | Лип 1995 | Стамбул, Туреччина         | Тверде     | Емануела Брузаті         | Ямаґісі Йоріко Людмила Вармужова       | 7–6(7–5), 6–3           |
| Поразка   | 3.   | Кві 1997 | Сан-Северо, Італія         | Ґрунт      | Андрея Ехрітт-Ванк       | Сабіна да Понте Лаура Делль'Анджело    | 4–6, 6–4, 4–6           |
| Поразка   | 4.   | Чер 1997 | Камучія, Італія            | Тверде     | Антонелла Серра-Дзанетті | Крістіна Сальві Андрея Ехрітт-Ванк     | 4–6, 1–6                |
| Перемога  | 5.   | Гру 1997 | Ешпіню, Португалія         | Ґрунт      | Джулія Казоні            | Тамара Аранда Хулія Карбальяль         | 6–2, 6–4                |
| Поразка   | 6.   | Лис 1998 | Hull, United, Kingdom      | Тверде     | Франческа Любіані        | Барбара Шварц Ясмін Вер                | 2–6, 3–6                |
| Поразка   | 7.   | Кві 1999 | Ешпіню, Португалія         | Ґрунт      | Франческа Любіані        | Каталін Мароші Алісія Ортуньйо         | 3–6, 4–6                |
| Поразка   | 8.   | Чер 1999 | Галатіна, Італія           | Ґрунт      | Джулія Казоні            | Маріана Діас-Оліва Еріка Краут         | 1–6, 3–6                |
| Перемога  | 9.   | Кві 2000 | Мальє, Італія              | Ґрунт      | Аліче Канепа             | Светлана Кривенчева Тетяна Пучек       | 6–1, 6–4                |
| Перемога  | 10.  | Лип 2000 | Дармштадт, Німеччина       | Ґрунт      | Мая Матевжич             | Адріана Барна Ганна Запорожанова       | 7–6(7–4), 6–7(4–7), 6–4 |
| Поразка   | 11.  | Вер 2000 | Reggio di Calabria, Італія | Ґрунт      | Андрея Ехрітт-Ванк       | Тетяна Ковальчук Зіна Шрайбер          | w/o                     |
| Поразка   | 12.  | Вер 2001 | Лечче, Італія              | Ґрунт      | Андрея Ехрітт-Ванк       | Маріам Рамон Клімент Анжеліка Реш      | 6–7(6–8), 6–7(6–8)      |
| Поразка   | 13.  | Жов 2001 | Жуе-ле-Тур, Франція        | Тверде (i) | Флавія Пеннетта          | Даллі Рандріантефі Наташа Рандріантефі | 4–6, 6–3, 3–6           |